# La danza de los deseos
La danza de los deseos és una pel·lícula espanyola dirigida el 1954 per Florián Rey. Fou protagonitzada per Lola Flores i José Suárez. Fou una de les primeres pel·lícules on Lola Flores té un paper més dramàtic que no pas relacionat amb la dansa i el cant. Fou seleccionada al I Festival Internacional de Cinema de Sant Sebastià, encara que no va obtenir cap premi. Fou rodada a la Costa Brava.

## Argument
Un home fuig de la guàrdia civil amb la seva filla Candela. Durant la fugida és ferit i s'aixopluga en una illa. Ferit mortalment en la fugida, recala en una illa habitada per un home cec i el seu ajudant. Encara que els ajuden, no poden evitar la mort del pare a causa de les ferides. Ells s'encarregaran de criar la nena, que es convertirà en una dona de caràcter salvatge però amant de la música i la dansa. Cegada per l'amor, marxa a la ciutat on es dedica a la mala vida i acaba agafant tuberculosi.

## Repartiment
- Lola Flores - Candela
- José Suárez - Juan Antonio
- José Calvo - Pare de Candela
- María Dolores Pradera - Isabel
- José Prada - Juan